# Alejandro Montiel Argüello
Alejandro Montiel Argüello (* 13. März 1917 in Granada (Nicaragua); † 17. September 2012) war ein nicaraguanischer Diplomat.

## Leben
Alejandro Montiel Argüello studierte Rechtswissenschaft und wurde 1938 zum Doktor der Rechte promoviert.
Er hatte eine Professur für Völkerrecht der Universidad Centroamericana Managua und der Universidad Francisco Marroquín.
Von 1943 bis 1947 leitete er die Abteilung Diplomatie des Außenministeriums.
Von 1948 bis 1950 war er Botschafter in Panama.
Am 13. Oktober 1955 war er Viceministro de relaciones exteriores de Nicaragua (Staatssekretär im Außenministerium) und wurde mit einem Großkreuz in den Orden San Raimundo de Penafort aufgenommen.
Von 1957 bis 1961 war er Außenminister.
von 1961 bis 1962 war er Botschafter in Paris und London.
Von 1962 bis 1972 war er Magistrato de la Corte Suprema de Justicia de Nicaragua.
Von 1968 bis 12. Februar 1973 war er Botschafter in Wien.
Von 1970 bis 1972 war er Mitglied des Comité Jurídico Interamericano.
Von 1972 bis 1978 war er Außenminister und schloss 1974, auf Vermittlung von Götz von Houwald, ein Finanzhilfeabkommen mit dem Kabinett Schmidt I.
Vom 4. bis 12. März 1974 war auf Staatsbesuch in Madrid.
Am 25. Juli 1976 traf er sich mit seinen Amtskollegen Gonzalo Facio (Costa Rica), Adolfo Molina Orantes und Roberto Palma Cálves (Honduras) auf der Soto Cano Air Base um den honduranisch salvadorenischen Konflikt zu besprechen.
Von 1978 bis 1979 war er ständiger Vertreter Nicaraguas beim UN-Hauptquartier.
1990 war er Attaché im nicaraguanischen Außenministerium.
Von 1992 war er Richter am Corte Interamericana de Derechos Homanos.
| Vorgänger                  | Amt                                                                                | Nachfolger                                    |
| -------------------------- | ---------------------------------------------------------------------------------- | --------------------------------------------- |
| —                          | nicaraguanischer Botschafter in Panama 1948–1950                                   | 1975: Diego Sirera Herrero 1975: Sansón Román |
| Oscar Sevilla Sacasa       | Außenminister 1957–1961                                                            | René Shick Gutierrez                          |
| Alfonso Arguello Cervantes | nicaraguanischer Botschafter in Paris 1961–1962                                    | Alejandro Serrano Caldera                     |
| Helene Gloger              | nicaraguanischer Botschafter in Wien 1968–1973                                     | Enrique Fernando Sánchez Salinas              |
| Alfonso Ortega Urbina      | Außenminister 1972–1978                                                            | Julio Quintana Villanueva                     |
| —                          | ständiger Vertreter der nicaraguanischen Regierung beim UN-Hauptquartier 1978–1979 | José Antonio Alvarado Correa                  |